# Мандара (гори)
Мандара — вулканічний гірський хребет, що простягається уздовж північної частини кордону між Камеруном і Нігерією. Найвищою вершиною хребта є гора Упе висотою 1494 м.

## Геологія

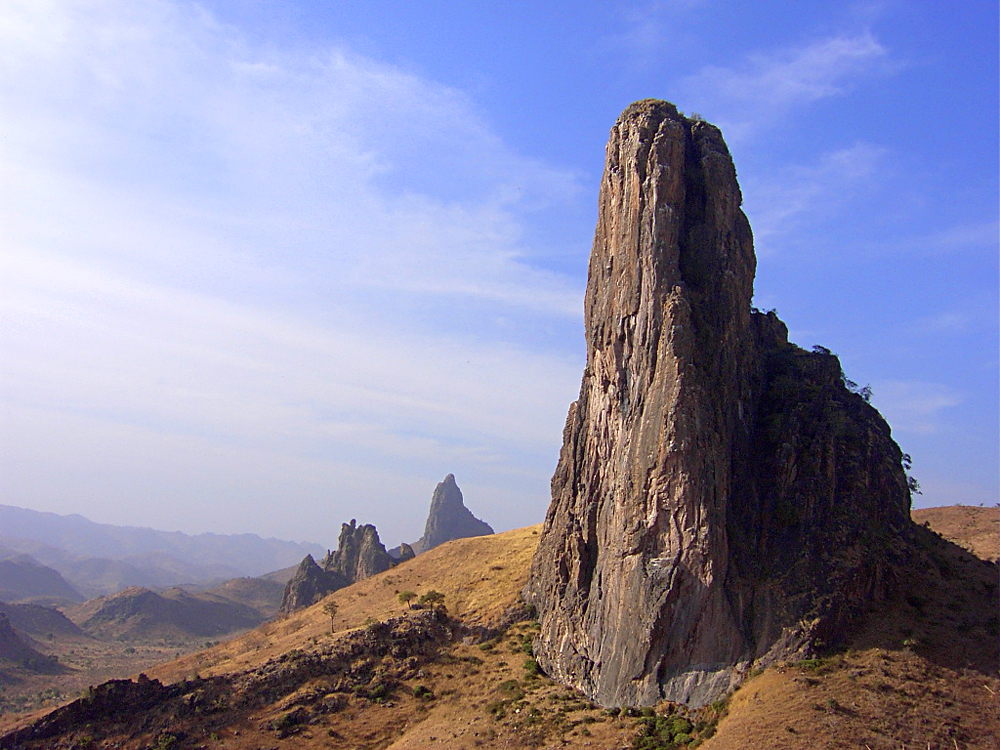
Пік Капсікі поблизу Румсікі — одна з найвідоміших особливостей гір Мандара

Гори Мандара лежать уздовж Камерунської лінії. Вони утворилися мільйони років тому, коли ділянка континентальної плити, складеної докембрійськими гранітами та андезитами, піднялася, при цьому роздробившись і розколовшись. У ті часи клімат був значно вологішим, тому величезна кількість опадів утворила численні річки, які протікали через ці розломи, прорізаючи їх глибше та ширше, сформувавши особливо пересічений рельєф хребта.
Вулканічна діяльність також зіграла роль у формуванні хребта. Лава вивергалася, утворюючи вулканічні конуси, жерла яких згодом були закупорені затверділою магмою. Ці затверділі ядра відомі як неки або лавові пробки. У випадку з горами Мандара пробки були набагато стійкішими до ерозії, ніж зовнішні частини конусів, які з часом стиралася. Згодом залишилися лише пробки, утворивши різкі, схожі на голки шпилі, такі як пік Капсікі, які є відомою особливістю цих гір.

## Географія

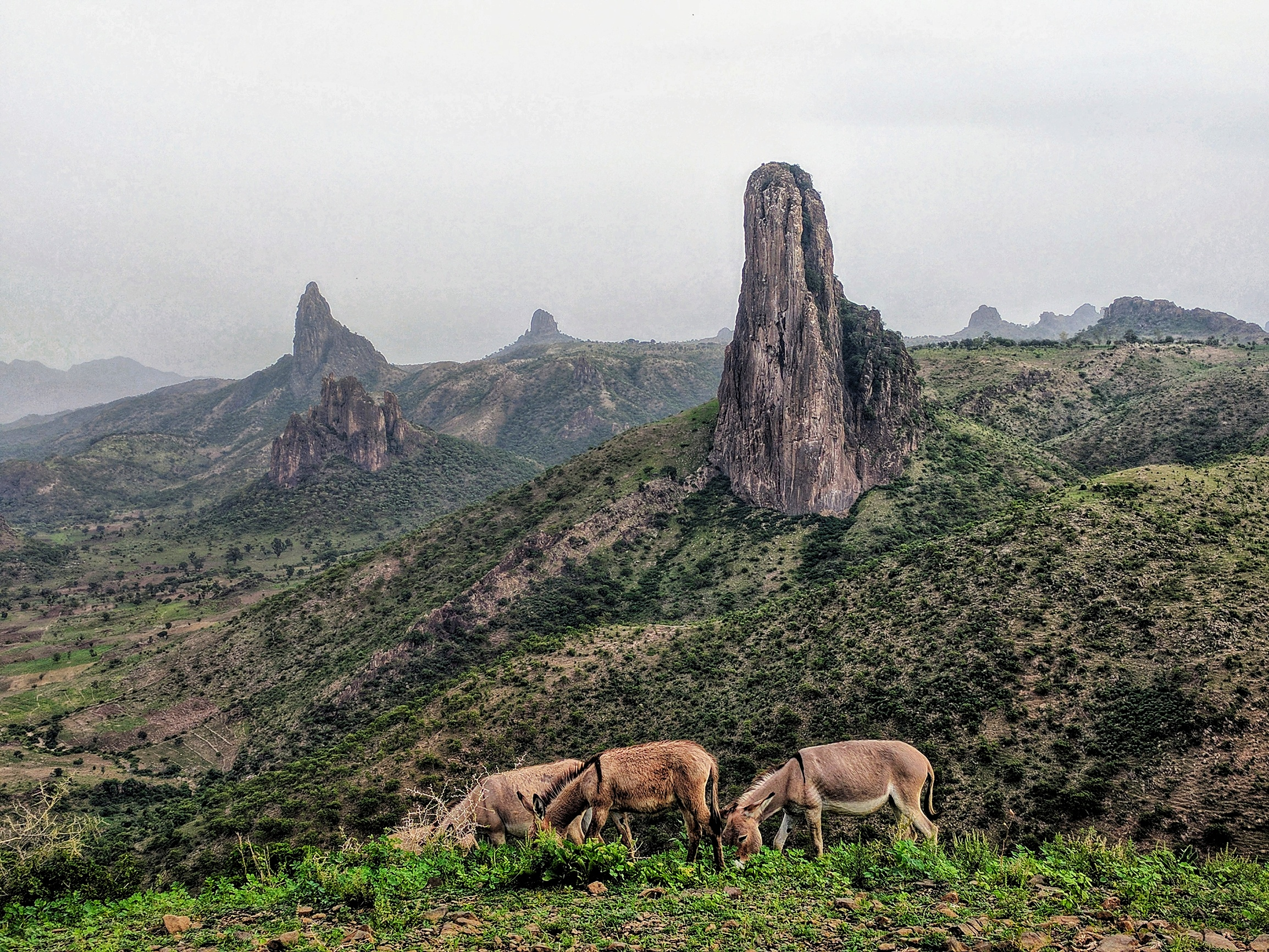
Ландшафт гір Мандара

Гори Мандара простягаються з півдня/південного заходу на північ/північний схід на 150 км, а їх ширина становить 70 км. Більша частина гір лежить на території Камеруну, невелика частина — на території Нігерії. На північ і схід від Мандарських гір лежить басейн Чаду, на захід — плато Біу, а на південь — річка Бенуе, за якою простягається Камерунське нагір'я.
В структурі Мандарських гір виділяють три частини:
- Кілька плато по центру;
- Території з дуже пересіченим рельєфом, які оточують плато та мають стрімкі зовнішні схили;
- Периферійна зона, складена з рівнин, усіяних невеликими інзельбергами.

### Плато
Висота центральних плато коливається від 700 до 1000 м над рівнем моря. З півночі на південь виділяють:
- плато Дала-Зулго[fr] — лежить на південь від міста Мора[en];
- плато, розташоване на схід від Моколо[en]. Його перетинають річки Майо-Цанага та Майо-Луті[fr]. Ландшафт переважно горбистий;
- плато От-Майо-Луті — розташоване на захід від Моколо. Воно простягається на південь уздовж кордону, є найбільшим і найвищим;
- плато Бурха-Чеві — характеризується численними скелями.

### Пересічені території
Території, які характеризуються дуже еродованим рельєфом, утворюють скупчення між плато і навколишніми рівнинами. Їх ширина не перевищує 10 км. Тут розташовані найвищі вершини Мандарських гір: Упе (1492 м) та Зівер (1412 м). У центрі гір, в регіоні Капсікі, висота гірських вершин коливається від 1250 до 1300 м. Пік Урум заввишки 1257 м, розташований на південь від Думо, є найвищою точкою південної частини Мандарських гір.

### Периферійна зона
Інзельберги, поширені у периферійній зоні, є невеликими останцевими скелястими вершинами, що утворилися в результаті ерозії. Деякі інзельберги займають кілька десятків квадратних кілометрів і можуть складатися з кількох суміжних масивів, таких як Попологозум-Боссум.

## Клімат
В горах Мандара переважає саванний клімат (Aw за класифікацією кліматів Кеппена). Протягом шести місяців, з травня по жовтень, триває сезон дощів. За цей час випадає від 800 до 1000 мм опадів. Протягом решти року триває сезон посухи. Середня температура є нижчою, ніж на навколишніх рівнинах, і коливається від 15 °C до 30 °C.

## Екологія
Завдяки відносно великій кількості опадів гори Мандара раніше були вкриті рідколіссями, в яких домінували листопадні ізоберлінії Isoberlinia doka. У відносно незайманих рідколіссях дерева досягають висоти 12-18 м, а щільність лісу становить понад 50 %. В трав'янистому підліску переважають різні види бородачника (Andropogon spp.) та гострянки (Cenchrus spp.). У найвищих частинах Мандарських гір, на висоті понад 1200 м над рівнем моря, зустрічаються як низинні (суданські), так і гірські (афромонтанські) види рослин і тварин, деякі з яких є ендемічними. Природний лісовий покрив на більшій частині регіону знищений або значно деградував внаслідок перевипасу худоби, випалювання та перетворення на сільськогосподарські угіддя.
Національний парк Мозого-Гокоро та Лісовий заповідник Майо-Луті в Камеруні охоплюють нижню частину Мандарських гір. Високі піки, які представляють найбільший біологічний інтерес, не входять до жодної природоохоронної території.

## Історія

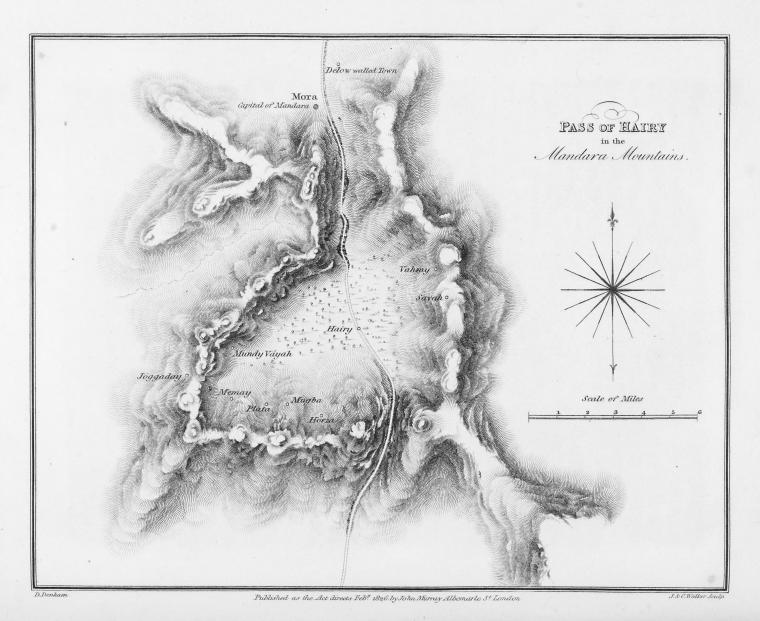
Мапа перевалу Хайрі в Мандарських горах (1826)

Люди населяють гори Мандара з давніх часів. Особливий інтерес для істориків становить комплекс археологічних пам'яток Дій-Гід-Бій, побудований до приходу в регіон народу мафа та покинутий, орієнтовно, у XV столітті.
Одними з перших європейців, які досліджували гори Мандара, були британець Діксон Денгем у 1822 році та німець Ганс Домінік у 1902 році.
У 1945 році лінгвіст Жан Муше на замовлення Французького інституту Чорної Африки провів етнологічні дослідження в горах Мбоку, Хурза, Мора та Удхам, які стали темою кількох статей, опублікованих у бюлетені Товариства дослідження Камеруну у 1947 році.
6 серпня 2013 року повстанське угруповання Боко Харам, яке діяло в регіоні починаючи з 2003-2004 років, зайняло місто Гвоза. У 2014 році угруповання зміцнило там свої позиції та поширило свій контроль на більшу територію. 27 березня 2015 року, за день до президентських виборів, нігерійська армія оголосила, що відбила Гвозу.

## Населення
У Мандарських горах проживає відносно велика кількість населення, незважаючи на складний рельєф і відносно бідні ґрунти. Історично гори були притулком для людей, які ховалися тут від завойовників, що приходили з навколишніх рівнин. У горах Мандара живуть носії багатьох мов, передусім чадських, та прихильники багатьох традиційних релігій. Основними етнічними групами в регіоні є мофу, кірді, мафа, мада, ульдеме, капсікі, подоко та ваме.
Місцеве населення розробило систему інтенсивного сільського господарства, що передбачало будівництво терас та заходи зі збереження і підвищення родючості ґрунту. Овець, кіз і велику рогату худобу в період вегетації зернових культур утримують і годують у загонах, а після кожного збирання врожаю тераси удобрюються гноєм. Домашнім тваринам дозволяється пастися на стерні терас після збирання врожаю, щоб гарантувати потрапляння гною на поля. Також для підвищення родючості ґрунту на терасах використовують побутові, людські та рослинні відходи. Дотримання сівозміни між сорго, просом і бобовими культурами підтримує родючість ґрунту та зменшує кількість шкідників. Дерева, передусім сенегальські хаї (Khaya senegalensis) та білуваті акації (Faidherbia albida), а також близько 30 інших видів, використовують для затінення, корму та зеленого добрива.

## Галерея

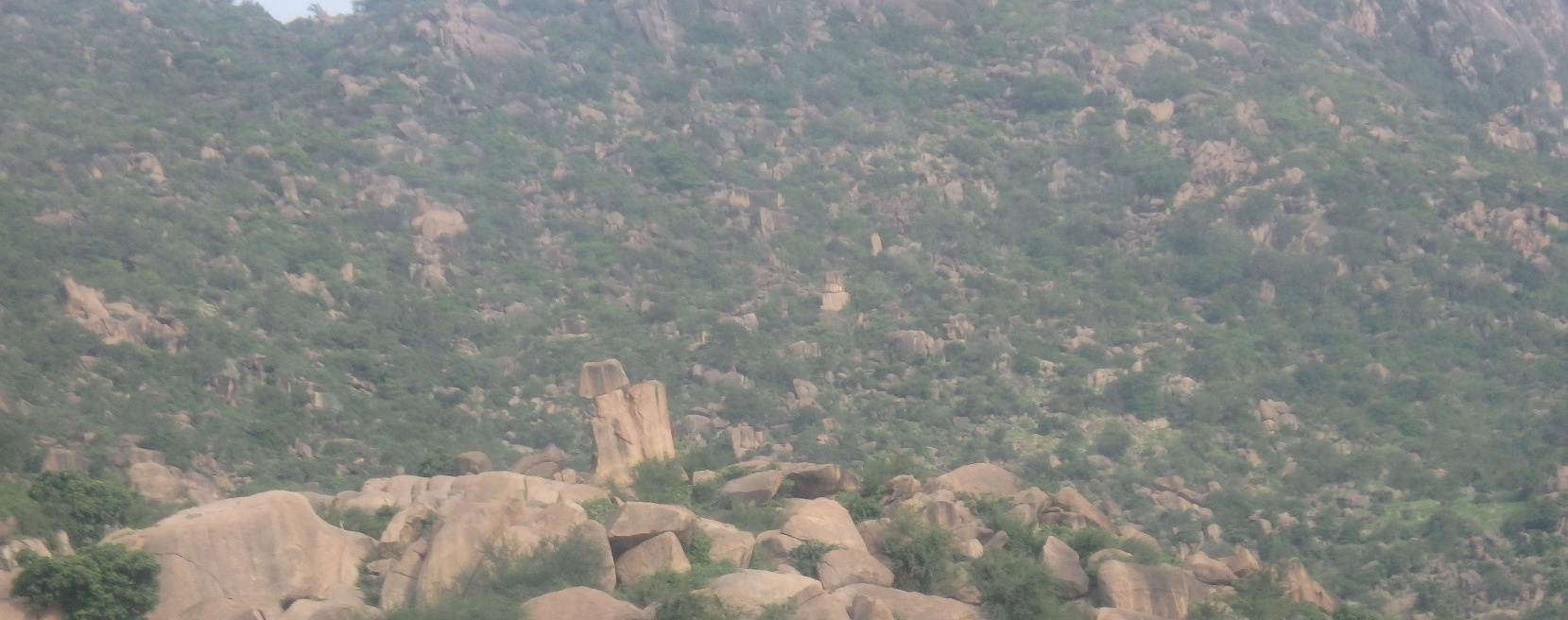
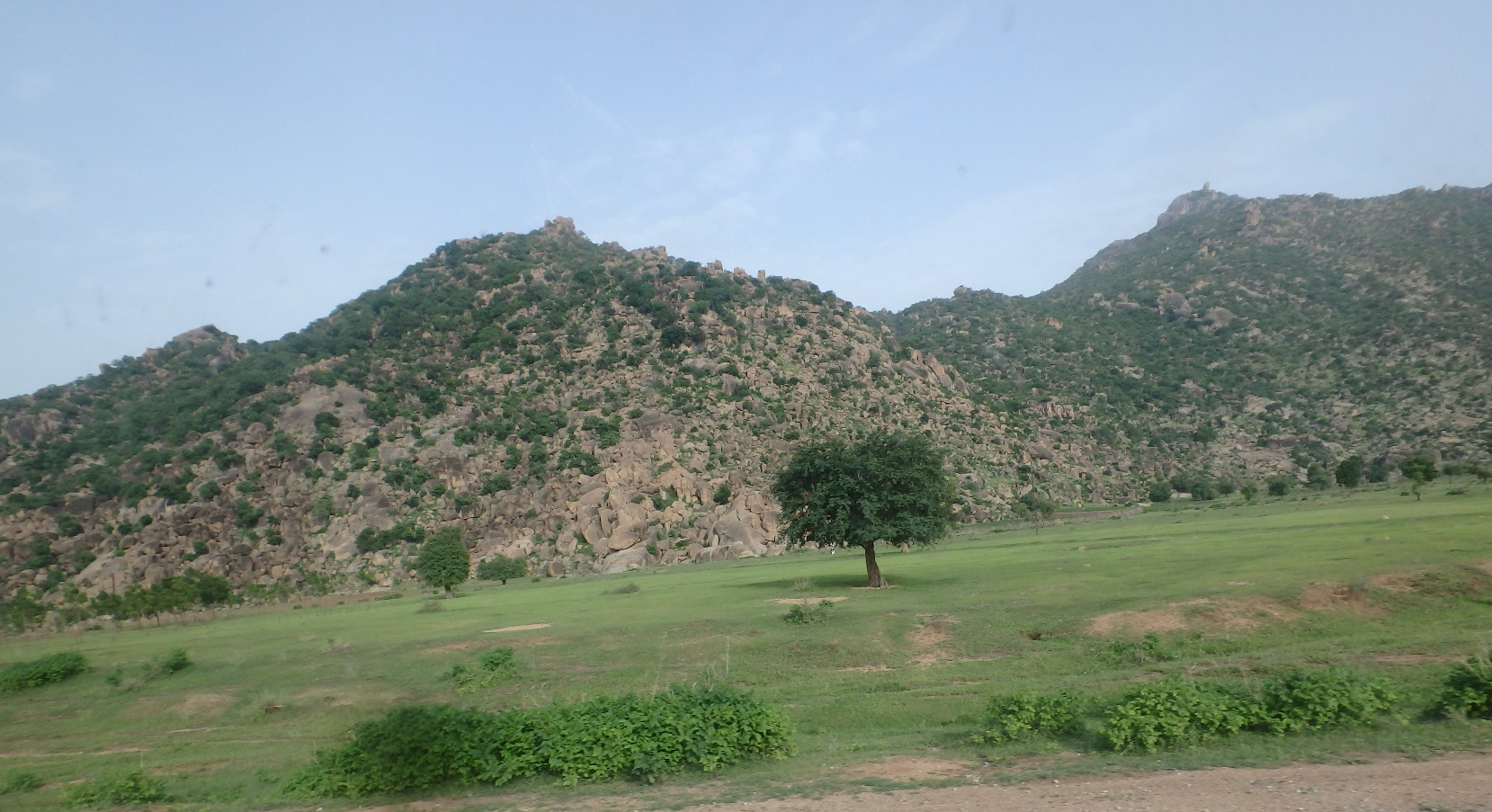
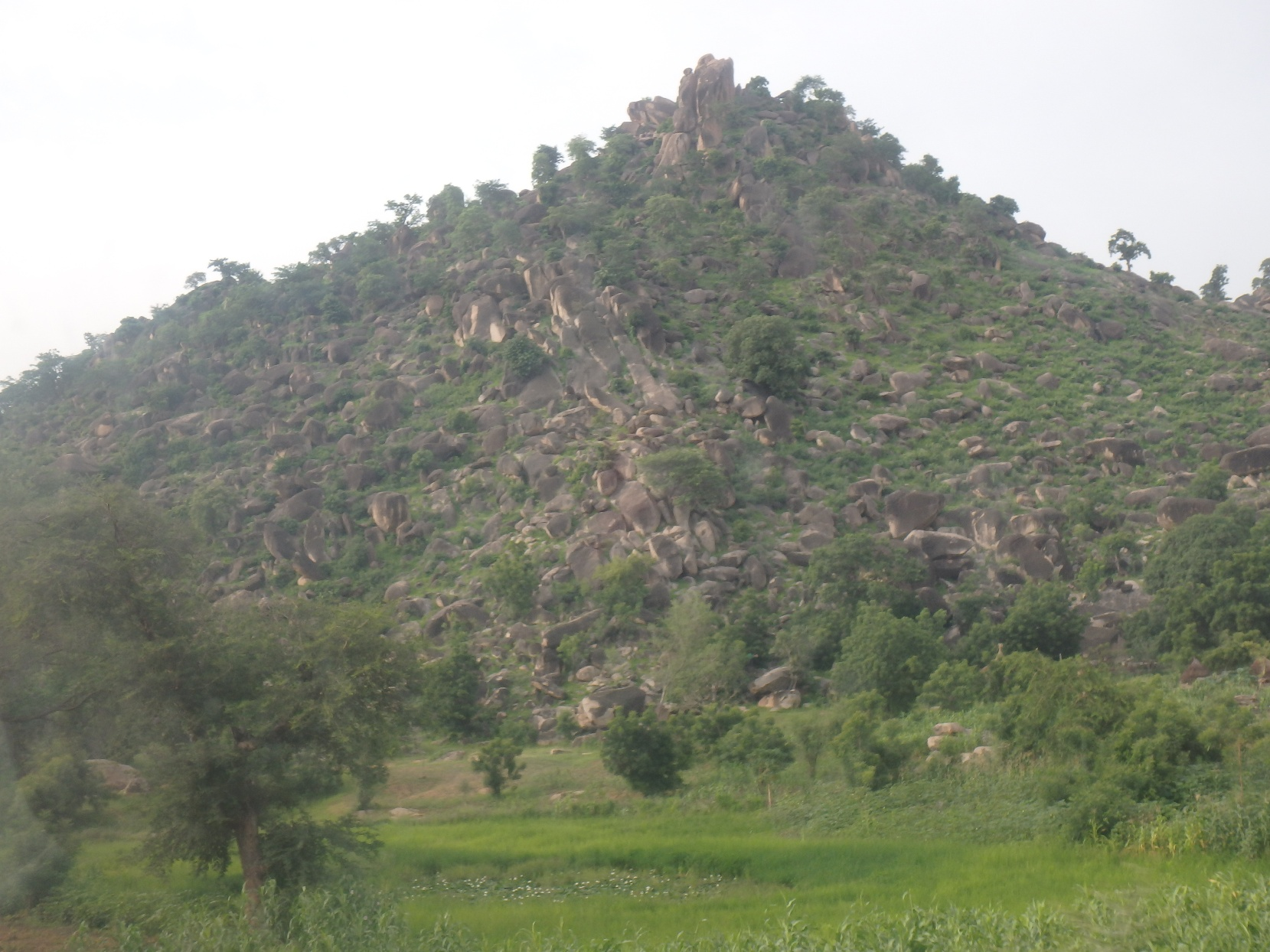
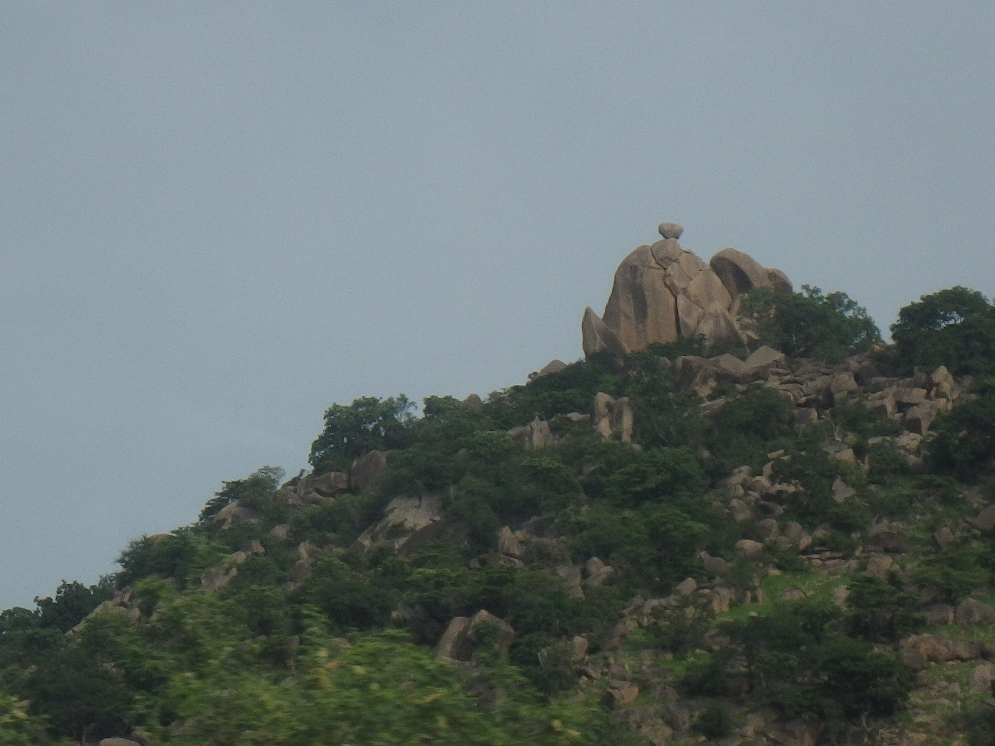
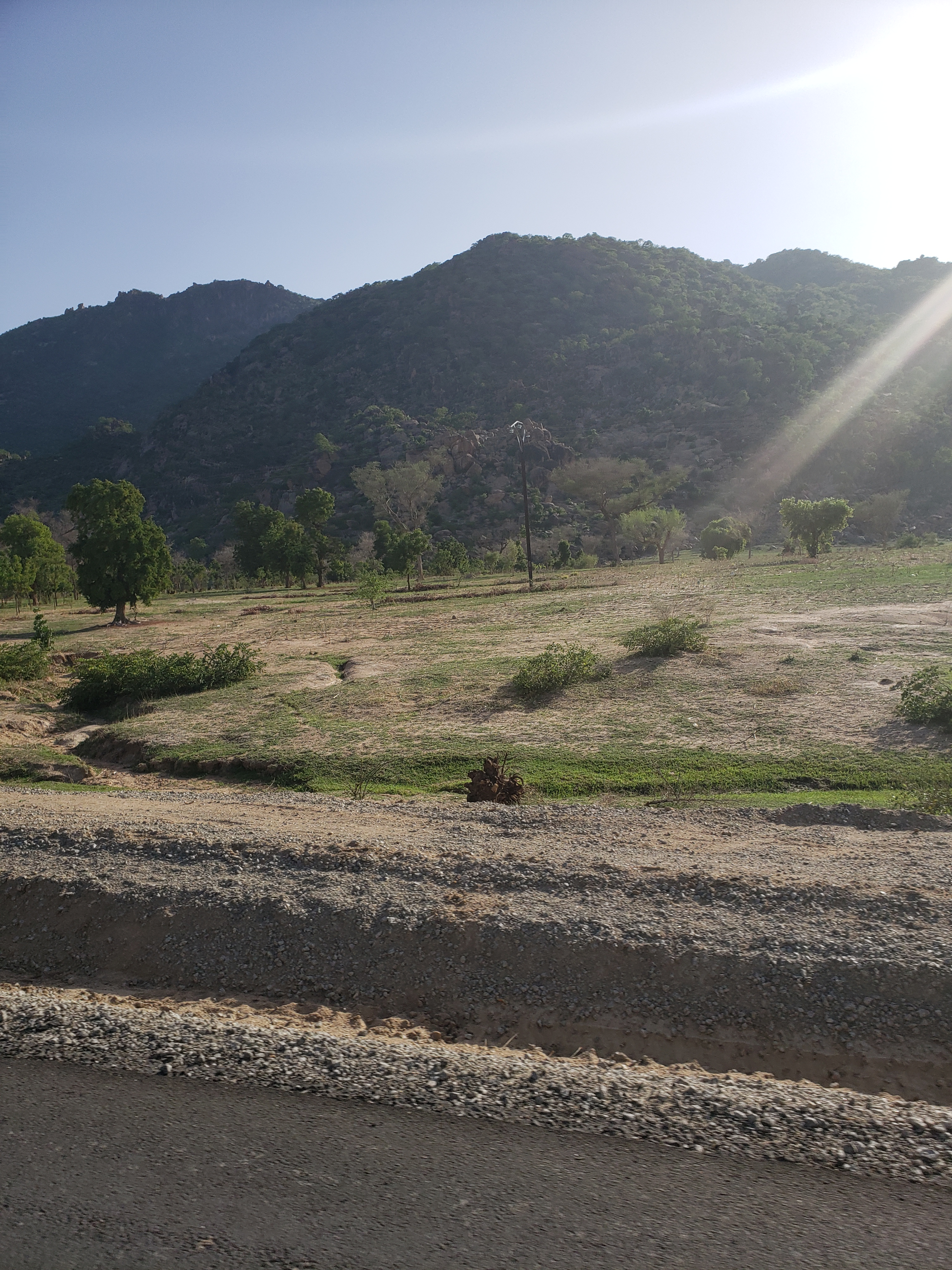
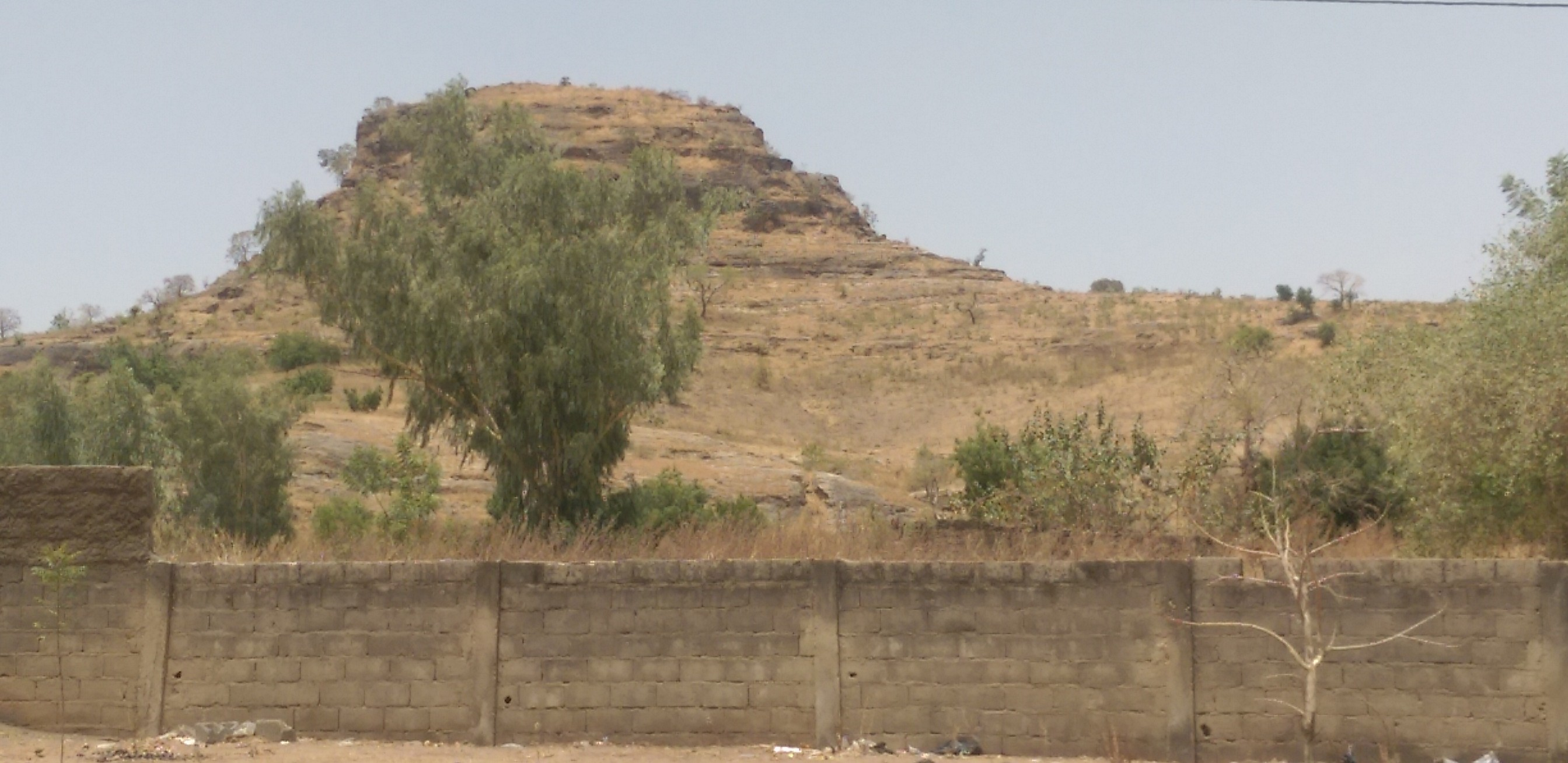
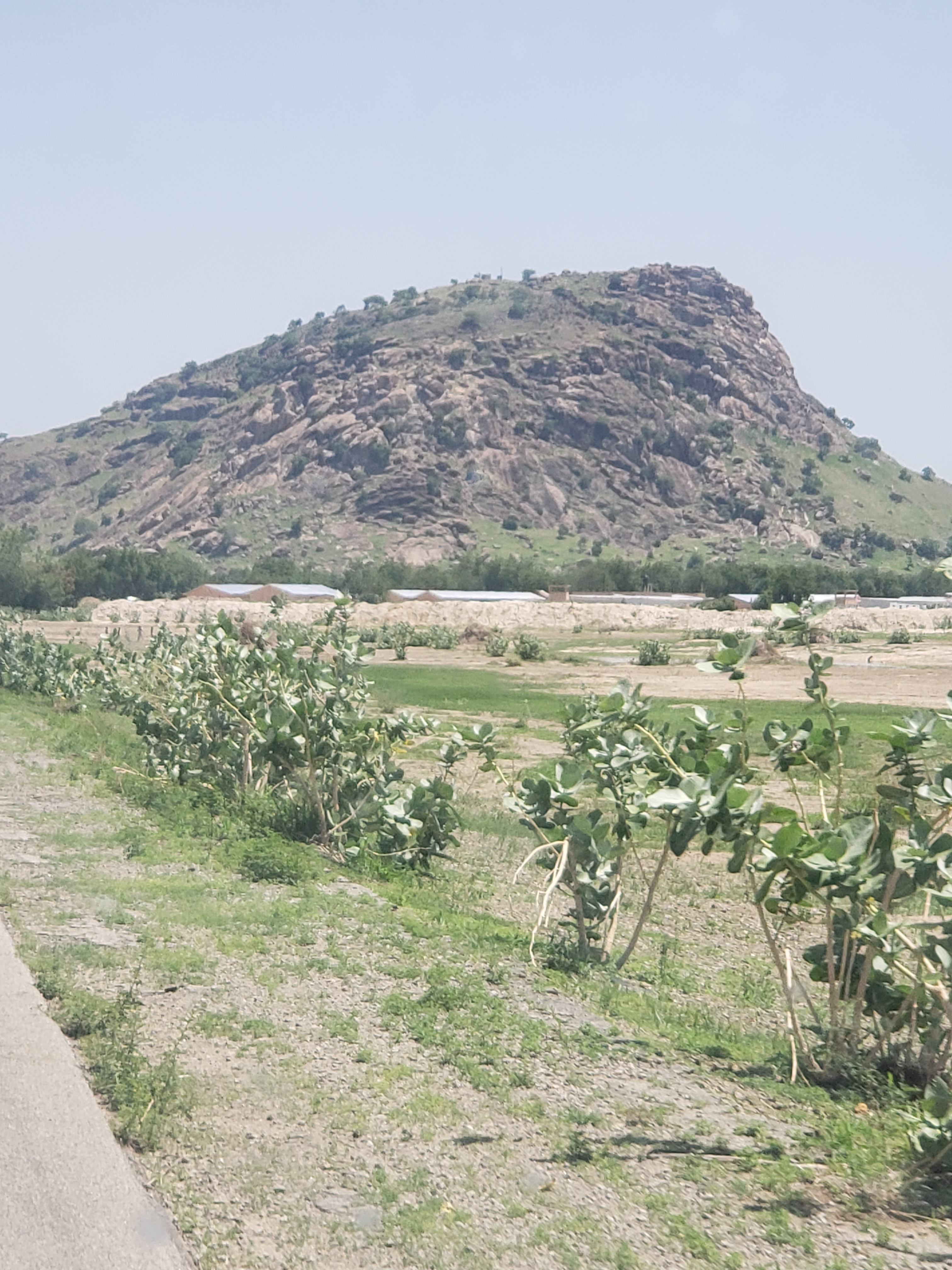